# Celesti
Celesti (Celestius) fou un amic i partidari de Pelagi (heresiarca) i, per tant, de les doctrines pelagianes que foren també de vegades anomenades celestianes.
Sembla que va néixer a Campània i fou advocat, però després es va fer monjo (409) i va adherir a les tesis de Pelagi al que va acompanyar a Cartago, on al cap de poc fou acusat d'heretgia (vers el 412) i fou declarat culpable i excomunicat. Va preparar una apel·lació al papa Innocenci I i mentre es va retirar a Efes on va arribar al rang de prevere i va restar cinc anys tranquil.
El 417 va anar a Constantinoble d'eon fou expulsat ràpidament per Àtic, l'enemic i substitut de Joan Crisòstom. Llavors va anar a Roma i va presentar el seu cas decant el Papa Zòsim I (que havia succeït a Innocenci I). El Concili de Cartago fou revocat per precipitació i Celesti fou reinstal·lat en els seus privilegis i drets; els prelats africans van ratificar la decisió sense èxit i van apel·lar a la cort imperial. Sembla que van obtenir un decret d'Honori de 20 d'abril del 418 en què desterrava a Celesti, Pelagi i els seus seguidors dels seus dominis; aquestes mesures foren conservades per Constanci III (421) i pel Papa Celestí I.
Vers el 429 fou expulsat de Constantinoble per una proclamació de Teodosi el gran a sol·licitud de Marius Mercator. És esmentat en un concili celebrat a Roma el 430 i després desapareix de la història.
Va escriure unes Epistolae sobre temes morals, dirigides als seus familiars; va escriure també Contra Traducem Peccati,, Definitiones o Ratiocinationes, i Libellus Fidei.